# Ernst Lörtscher
Ernst Lörtscher (né le 15 mars 1913 à Bucarest (Roumanie) et décédé le 8 avril 1994 à Lens en Valais (Suisse) ) est un joueur international de football suisse, qui jouait au poste de milieu de terrain.

## Biographie
Il joue en club dans le championnat de Suisse dans l'équipe du Servette FC.
Il joue également en international avec l'équipe suisse et est sélectionné pour participer à la coupe du monde 1938 en France, où la sélection parvient jusqu'en quart-de-finale.